# Пайор, Эва
Эва Пайор (пол. Ewa Pajor; род. 3 декабря 1996, Унеюв, Лодзинское воеводство) — польская футболистка, нападающая клуба «Барселона» и сборной Польши.

## Клубная карьера

### Ранние годы
Пайор родом из Пенгува. Свою футбольную карьеру она начала в возрасте 8 лет в клубе «Орлята» из Виленина. Окончив начальную школу, она переехала в Конин и тренировалась в команде «Медик». 14 апреля 2012 года она дебютировала в Экстралиге, выйдя на 55-й минуте матча против «Бяла-Подляскиen» (3:0). В своём дебюте она также отметилась двумя забитыми голами. Первый гол был забит через две минуты после выхода на поле. Она стала самым молодым игроком, когда-либо игравшим в Экстралиге, в возрасте 15 лет и 133 дней. Чтобы иметь возможность участвовать в этой встрече, требовалось специальное разрешение от Польского футбольного союза, поскольку регламент разрешал играть только игрокам старше 16 лет.

### «Медик»
В сезоне 2012/2013 вместе с «Медиком» Пайор выиграла национальный кубок серебряную медаль национального чемпионата. В финальном победном матче против «КП Уния Рацибуж» (2:1) Пайор забила оба гола за свою команду. Сезоны 2013/2014 и 2014/2015 оказались ещё более успешными. Вместе с «Медиком» она дважды выиграла чемпионат и Кубок. Свой последний матч за команду из Конина она сыграла, когда «Медик» выиграл «Гурник» (Ленчна) в финале Кубка Польши (5:0). Пайор в этом матче оформила хет-трик. Всего за основную команду она забила 74 гола во всех официальных матчах, из них 64 — в Экстралиге (в 60 матчах).

### «Вольфсбург»
В июне 2015 года Пайор подписала двухлетний контракт с немецким клубом «Вольфсбург», который в декабре 2017 года продлила до 30 июня 2020 года. В апреле 2020 года она вновь продлила контракта с «волчицами» до 2023 года.
В сезоне 2018/2019 она выиграла чемпионат Германии, Кубок Германии и звание лучшего бомбардира Бундеслиги, забив 24 гола в 19 матчах.
В сезоне 2023/2024 она забила четыре гола в победной игре над «Нюрнбергом» (9:1).

### «Барселона»
В июне 2024 года подписала трёхлетний контракт с испанским клубом «Барселона».

## Карьера за сборную
На чемпионате Европы (до 17 лет), проходившем в 2013 году, вместе со сборной Польши завоевала золотую медаль. 9 октября она была награждена премией УЕФА «Золотой игрок» среди девушек до 17 лет как лучший игрок турнира того розыгрыша.
За национальную сборную Польши дебютировала 20 августа 2013 года в матче товарищеского турнира Кубка Балатона против сборной Чехии. Пайор вышла на поле только на 75-й минуте, но уже через минуту после входа она заработала пенальти, который реализовала Патриция Пожерская. На 84-й минуте встречи забила Пайор.
С 4 по 11 марта 2015 года она со сборной играла в Кубке Истрии в Хорватии, где польки заняли первое место, обыграв в финале оппоненток из Словакии.
6 сентября 2022 года, забив три гола в ворота сборной Косово, Пайор стала самым результативным бомбардиром в истории сборной Польши, опередив предыдущую рекордсменку Марту Отрембскую.

## Статистика выступлений

### Клубная статистика
| Клуб             | Сезон            | Лига | Лига | Кубок | Кубок | Лига чемпионов | Лига чемпионов | Суперкубок страны | Суперкубок страны | Другие матчи | Другие матчи | Итого | Итого |
| Клуб             | Сезон            | Игры | Голы | Игры  | Голы  | Игры           | Голы           | Игры              | Голы              | Игры         | Голы         | Игры  | Голы  |
| ---------------- | ---------------- | ---- | ---- | ----- | ----- | -------------- | -------------- | ----------------- | ----------------- | ------------ | ------------ | ----- | ----- |
| Вольфсбург II    | 2015/16          | 3    | 0    | -     | -     | -              | -              | -                 | -                 | -            | -            | 3     | 0     |
| Вольфсбург II    | 2016/17          | 5    | 3    | -     | -     | -              | -              | -                 | -                 | -            | -            | 5     | 3     |
| Вольфсбург II    | Итого            | 8    | 3    | 0     | 0     | 0              | 0              | 0                 | 0                 | 0            | 0            | 8     | 3     |
| Вольфсбург       | 2015/16          | 7    | 1    | 2     | 1     | 7              | 0              | -                 | -                 | -            | -            | 16    | 2     |
| Вольфсбург       | 2016/17          | 12   | 5    | 4     | 3     | 1              | 0              | -                 | -                 | -            | -            | 17    | 8     |
| Вольфсбург       | 2017/18          | 15   | 4    | 3     | 3     | 7              | 4              | -                 | -                 | -            | -            | 25    | 11    |
| Вольфсбург       | 2018/19          | 19   | 24   | 3     | 2     | 5              | 2              | -                 | -                 | -            | -            | 27    | 28    |
| Вольфсбург       | 2019/20          | 17   | 16   | 3     | 2     | 4              | 0              | -                 | -                 | -            | -            | 24    | 18    |
| Вольфсбург       | 2020/21          | 6    | 8    | 3     | 3     | 4              | 0              | -                 | -                 | -            | -            | 13    | 11    |
| Вольфсбург       | 2021/22          | 7    | 8    | 2     | 2     | 5              | 3              | -                 | -                 | -            | -            | 14    | 13    |
| Вольфсбург       | 2022/23          | 19   | 12   | 5     | 3     | 11             | 9              | -                 | -                 | -            | -            | 35    | 24    |
| Вольфсбург       | 2023/24          | 19   | 18   | 4     | 2     | 2              | 0              | -                 | -                 | -            | -            | 25    | 20    |
| Вольфсбург       | Итого            | 121  | 96   | 29    | 21    | 46             | 18             | 0                 | 0                 | 0            | 0            | 196   | 135   |
| Барселона        | 2024/25          | 28   | 25   | 5     | 9     | 11             | 6              | 2                 | 2                 | 1            | 1            | 47    | 43    |
| Барселона        | Итого            | 28   | 25   | 5     | 9     | 11             | 6              | 2                 | 2                 | 1            | 1            | 47    | 43    |
| Всего за карьеру | Всего за карьеру | 157  | 124  | 34    | 30    | 57             | 24             | 2                 | 2                 | 1            | 1            | 251   | 181   |

## Достижения

### Клубные

#### «Медик»
- Чемпионка Польши: 2013/14, 2014/15
- Обладательница Кубка Польши: 2012/13, 2013/14, 2014/15

#### «Вольфсбург»
- Чемпионка Германии: 2016/17, 2017/18, 2018/19, 2019/20, 2021/22
- Обладательница Кубка Германии: 2015/16, 2016/17, 2017/18, 2018/19, 2019/20, 2020/21, 2021/22, 2022/23, 2023/24

### Международные
- Чемпионка Европы (до 17): 2013

### Индивидуальные
- Футболистка года в Польше: 2018[16], 2019[17], 2022[18], 2023[19]
- Лучший бомбардир чемпионата Германии: 2018/19, 2023/24
- Лучший бомбардир Лиги чемпионов: 2022/23